# 미할 사딜레크
미할 사딜레크(체코어: Michal Sadílek, 1999년 5월 31일 ~ )는 체코의 프로 축구 선수로, 에레디비시 클럽 트벤터와 체코 국가대표팀에서 미드필더로 활약하고 있다.

## 구단 경력
사딜레크는 2016년 11월 4일, 헬몬트 스포르트와의 경기에서 용 PSV의 에이르스터 디비시에서 프로 데뷔 전을 치렀다. 2021년 8월 7일, 그는 트벤터에 임대로 합류했다. 2022년 4월 19일, 2년 계약을 체결하면서 계약은 영구적으로 체결되었다.

## 국가대표팀 경력
모든 유소년 국가대표로 체코를 대표했던 사딜레크는 2019년 5월, 야로슬라프 실하비 감독의 부름을 받아 체코 국가대표팀에 합류했다.
2021년 5월, 온드르제이 쿠델라가 인종 비하 발언으로 인해 UEFA의 10경기 출전 금지 조치에 항소하지 못하자, 그는 일정이 변경된 UEFA 유로 2020의 4명의 추가 선수 중 한 명으로 발표되었다. 결국 사딜레크는 루카시 칼바흐, 파트리지오 스트로나티, 다비드 파벨카보다 우선권을 얻었고 후보에 오른 마지막 공석을 채웠다.
사딜레크는 2021년 6월 4일, 이탈리아와의 친선 경기에서 4-0으로 패하며 체코 국가대표팀에 데뷔했다.
사딜레크는 2024년 5월 28일, UEFA 유로 2024 26인 국가대표팀에 선발되었지만, 삼륜차에서 떨어져 다리를 다쳐 대회 전에 기권해야 했다.

## 사생활
그의 형 루카시도 프로 축구 선수이다.